# Molecular Heinosity
| Recensione | Giudizio |
| ---------- | -------- |
| AllMusic   |          |

Molecular Heinosity è il sesto album in studio del tastierista statunitense Derek Sherinian, pubblicato il 24 marzo 2009 dalla Inside Out Music.

## Tracce
1. Antarctica – 5:23 (musica: Derek Sherinian, Virgil Donati)
2. Ascension – 2:14 (musica: Derek Sherinian)
3. Primal Eleven – 7:58 (musica: Virgil Donati)
4. Wings of Insanity – 3:50 (musica: Derek Sherinian, Brian Tichy)
5. Frozen by Fire – 5:18 (musica: Derek Sherinian, Rusty Cooley)
6. The Lone Spaniard – 3:08 (musica: Derek Sherinian)
7. Molecular Intro – 1:01 (musica: Derek Sherinian)
8. Molecular Heinosity – 3:27 (musica: Derek Sherinian, Brian Tichy)
9. So Far Gone – 7:24 (musica: Derek Sherinian, Brian Tichy, Zakk Wylde)

## Formazione
- Derek Sherinian – tastiera
- Brett Garsed – chitarra (tracce 1, 2 e 3)
- Jimmy Johnson – basso (tracce 1, 2 e 3)
- Virgil Donati – batteria (tracce 1, 2 e 3)
- Zakk Wylde – chitarra (tracce 4 e 9)
- Rob Mules – basso (tracce 4, 5, 7 e 8)
- Brian Tichy – batteria (tracce 4, 5, 7, 8, 9)
- Rusty Cooley – chitarra (traccia 5)
- Taka Minamino – chitarra (traccia 6)
- Tony Franklin – basso (tracce 6 e 9)